# Les Grosses Têtes
Pour les articles homonymes, voir Grosse tête.
Les Grosses Têtes est une émission humoristique et culturelle diffusée sur RTL, créée par Roger Krecher et Jean Farran, directeur des programmes de RTL en 1977.
L'émission, diffusée quotidiennement sur les stations de radio RTL et Bel RTL, est reprise à la télévision sur Paris Première. Émission phare de la station RTL, elle est animée pendant 37 ans par Philippe Bouvard (de 1977 à 2014), ainsi que par Christophe Dechavanne pendant quelques mois entre fin août et décembre 2000. L'émission est animée par Laurent Ruquier depuis la rentrée 2014.

## Caractéristiques

### Jeu de questions

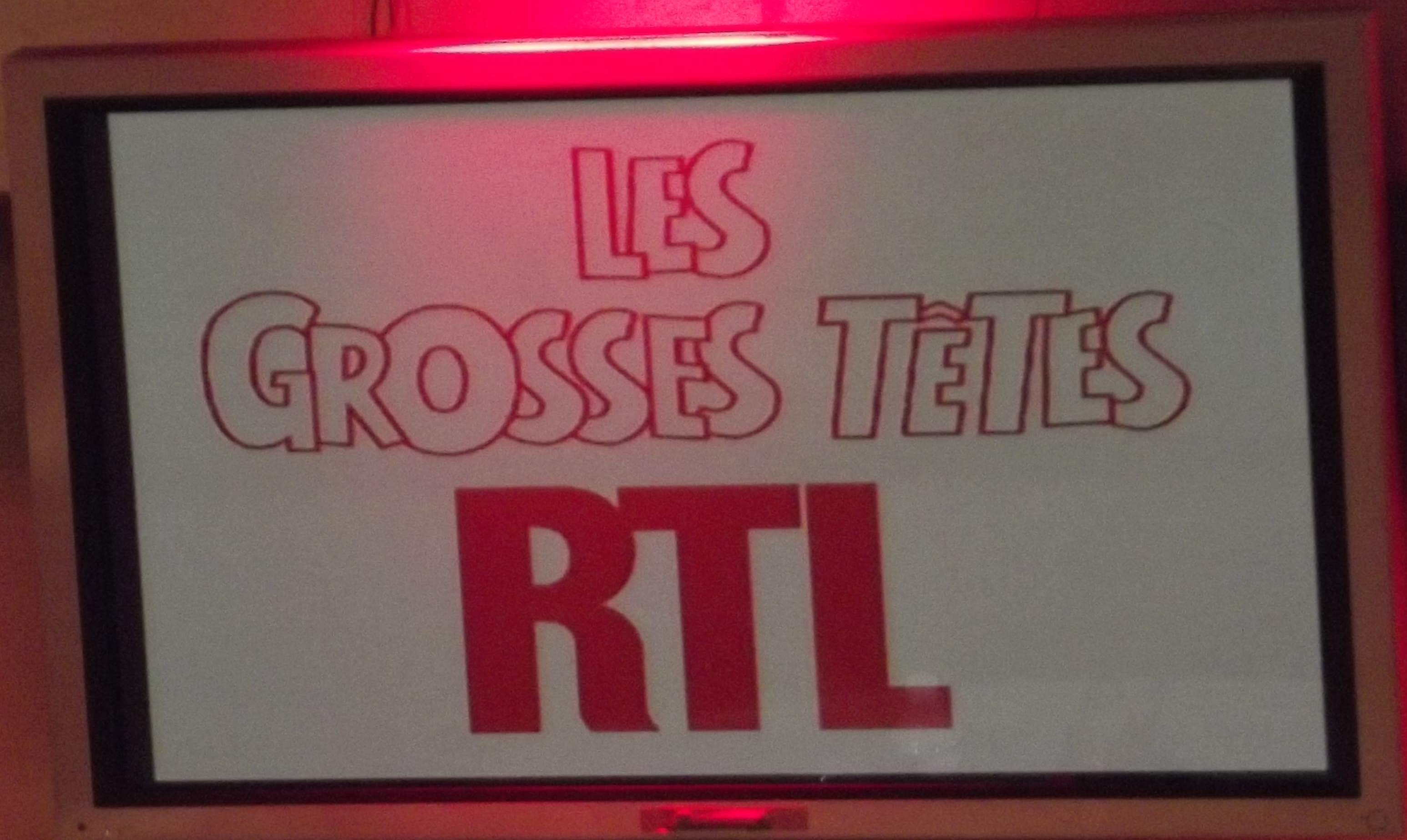
Autre logo des Grosses Têtes.

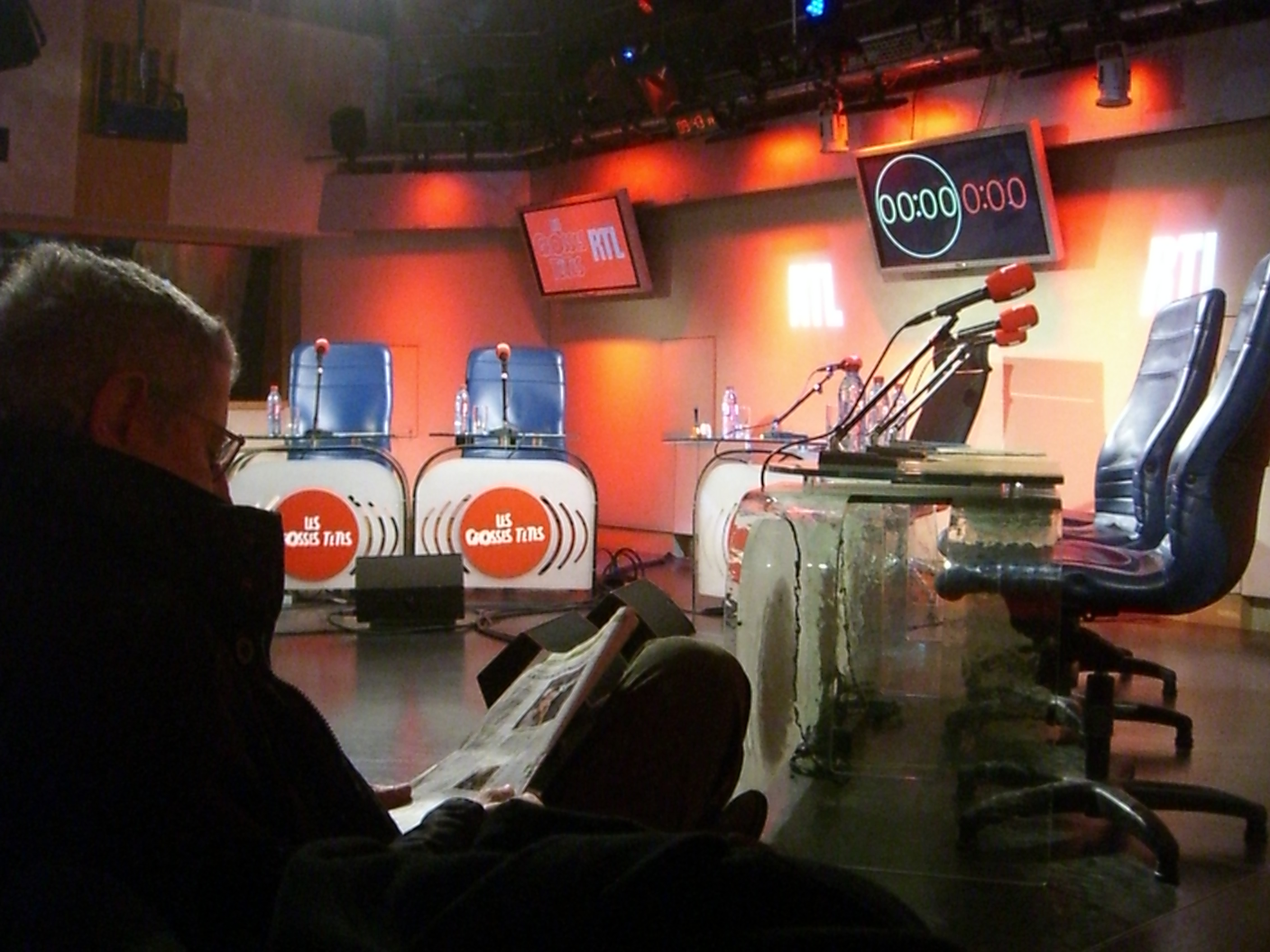
Le plateau.

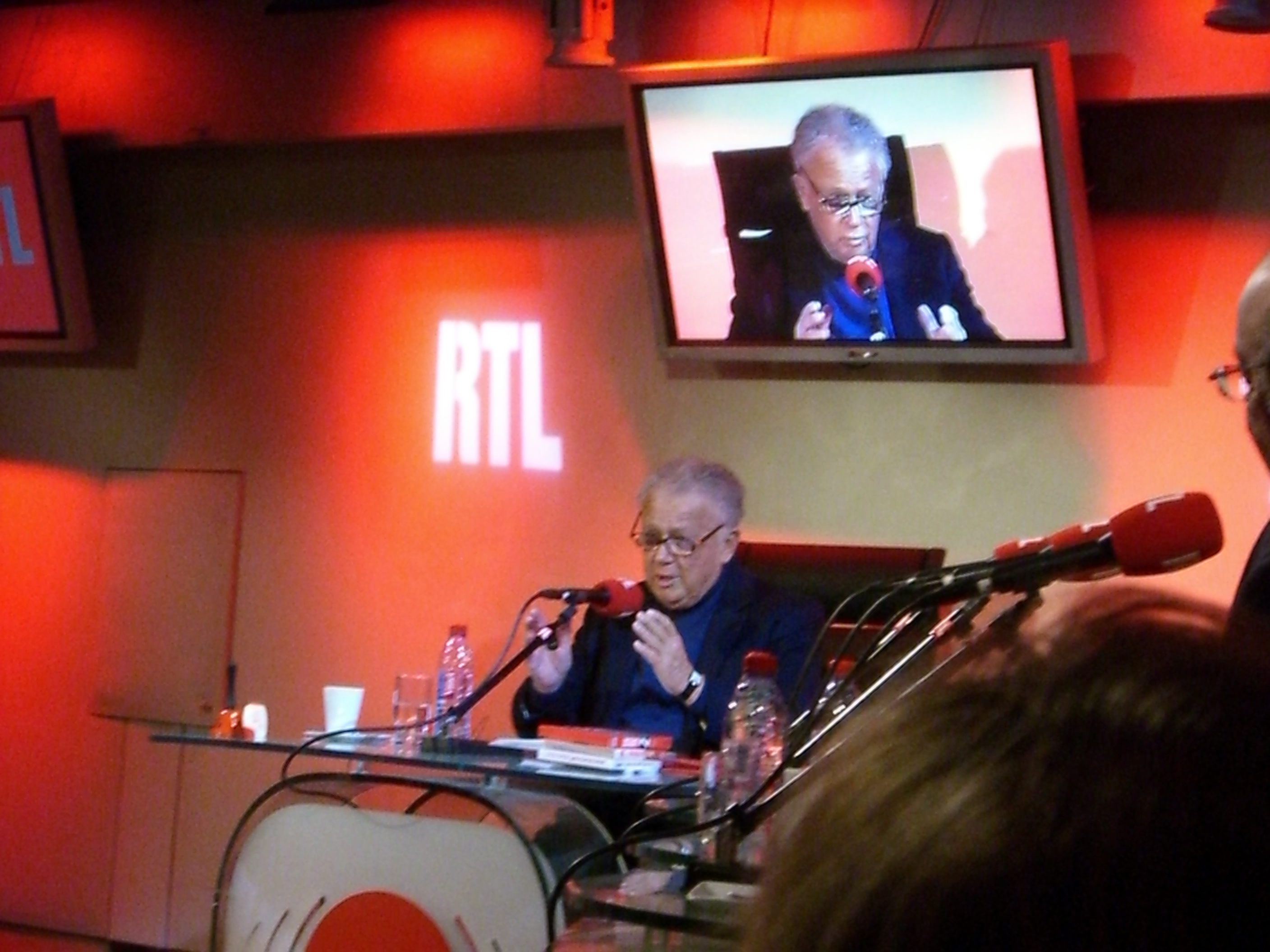
Philippe Bouvard.

L'émission Les Grosses Têtes provient d'une ancienne émission de radio d'avant et d'après-guerre appelée Les Incollables, animée par Robert Beauvais. Elle consiste à poser des questions de culture générale à un petit groupe d'invités, choisis pour leur humour et leur sens de la répartie. Les invités interrogent l'animateur pour s'orienter.
Le concept premier de l'émission contient des questions posées par les auditeurs, parmi lesquels plusieurs fidèles : Mme Laure Leprieur d'Agon-Coutainville, M. Willy Latré de Sart-lez-Spa, l'abbé Pierlot de Méaulte, M. Mikolajek de Reims, M. Desfossés de Gagny, Mme Maugrillon de Châtenay-Malabry, Mme Douchy de La Varenne ainsi que M. Schraen de Dunkerque, qui envoient le plus de questions pouvant leur rapporter 300 € — d'abord 500 FRF puis 1 000 FRF pour finir par 2 000 FRF avant l'arrivée de l'euro — si la réponse n'est pas trouvée par les invités dans le temps imparti.
D'autres questions sont composées par des assistants de l'émission, et posées comme si elles provenaient d'auditeurs affublés de noms fantaisistes, tels que Mme Bellepaire de Loches, Mme Bellepaire de Gand, M. Sapan d'Houilles, M. Legrand d'Angers, M. Givet de Spa, Mme Boileau d'Évian, M. Epert du Mans, M. Jules d'Orange, Mme Pleine de Grasse, Mme Lafille de Garches, Mme Crépu de Lamotte, Mme Mauri de Sète, Mme Lenvie de Béziers (qui déménage à Gagny avant de revenir à Béziers à la rentrée 2009),M. Grotte de Gien.

### Enregistrement de l'émission
Dans les années 1980, l'émission était enregistrée de 16 h 30 à 18 h.
Depuis les années 1990 l'émission est enregistrée le matin en semaine et traite assez souvent des questions d'actualité. Les émissions sont enregistrées deux par deux, les lundis, mardis et mercredis, ou les lundis et mercredis depuis 2006. Pendant quelques années, les Grosses Têtes quittent Paris pour des émissions en région. Les enregistrements ont lieu dans les studios de RTL — situés rue Bayard jusqu'en 2018 — puis en 1985 ils migrent dans le salon Vendôme de l'Hôtel George-V et au théâtre de la Porte-Saint-Martin. Depuis avril 2018, l'émission est enregistrée dans les nouveaux locaux de RTL, à Neuilly-sur-Seine.

### Horaires de diffusion
Jusqu'en 2006, l'émission est diffusée du lundi au vendredi de 16 h 30 à 18 h pour les émissions inédites et le week-end aux mêmes heures pour les best-of.
De septembre 2006 à décembre 2019, elle est diffusée les mêmes jours mais est allongée d'une demi-heure (16 h-18 h).
De 2008 à 2014, l'émission de la veille est rediffusée de 3 h à 4 h du matin et en bonus, RTL ajoute une demi-heure de Grosses Têtes « dans la nuit des temps » de 4 h à 4 h 30, rediffusions de la genèse de l'émission (depuis 1980).
À partir du 6 janvier 2020, l'émission est à nouveau allongée de 30 minutes pour commencer ainsi dès 15 h 30. Le but est de profiter des excellentes audiences de l'émission pour redynamiser l'audience globale de la station qui est en baisse.

### Composition de l'équipe
L'équipe est composée de quatre sociétaires, parfois cinq de 1977 à 2000. Lors du retour de Philippe Bouvard le 26 février 2001, l'émission innove en accueillant un invité d'honneur. Depuis 2014, les sociétaires sont au nombre de six à chaque émission.

### Rubriques
Diffusée de 16 h à 18 h, l'émission est, entre juillet 2006 et 2014, divisée en un quart d'actualité chaude, un quart de questions culturelles ou assimilées (souvent difficiles), un quart d'éléments extérieurs avec des coups de téléphone et un quart d'invités d'honneur assaisonné de blagues grivoises.
L'émission commence et se termine par une citation dont il faut deviner l'auteur (souvent Alphonse Allais, Tristan Bernard, Sacha Guitry, Woody Allen, Francis Blanche, Pierre Desproges, Jean Yanne, Michel Audiard, Oscar Wilde, etc.).
Depuis la rentrée 2010, jusqu'en 2014, l'émission du mercredi Les Grosses têtes en folie, est une émission sans invité d'honneur au cours de laquelle les sociétaires discutent librement autour d'un sujet donné tout en répondant aux questions de culture générale.
Parmi les rubriques récurrentes, il y a jusqu'en 2010 l'auditeur du bout du monde où Philippe Bouvard donne la parole à un auditeur installé dans un pays étranger, la honte de l'invité d'honneur, le premier baiser ou encore la visite médicale (à la rentrée 2011). L'interview de l'invité d'honneur se déroule lors de la garde à ouïe (jusqu'en 2009), la visite chez le dentiste (2009-2010), la partie de tennis (2010-2012), la visite médicale (2011), et à la rentrée 2012, les questions sont tirées au sort par les sociétaires dans la baraque foraine. De novembre 2012 à 2014 ces formules sont soumises au choix de l'invité. Une autre rubrique importante est l'invité surprise au cours de laquelle intervient une personnalité par téléphone ou sur le plateau.
En 2012-2013, chaque émission accueille un « auditeur d'honneur » qui se voit remettre un diplôme du même nom. L'année suivante apparaît la Grosse Tête d'honneur, ancien sociétaire ou invité d'honneur revenant dans l'émission pour une pige.
Depuis 2014, plusieurs rubriques interviennent dans l'émission :
- Les auditeurs face aux Grosses Têtes (16 h 20 et 17 h 20, de septembre 2014 à décembre 2019) : pour remporter un cadeau, un auditeur au téléphone doit répondre à une question d'actualité avant les Grosses Têtes. Il dispose d'une dizaine de secondes d'avance. À partir de septembre 2019, le jeu n'est plus joué qu'à 17 h 20 avant de disparaître à partir de janvier 2020.
- La Valise RTL (16 h 50, puis 17 h 20 ; depuis septembre 2014) : le jeu emblématique de la station revient, avec, cette fois-ci, en plus de la somme initiale aux alentours de 1 000 €, des cadeaux qui sont ajoutés jour après jour. Un auditeur inscrit et pioché au hasard est appelé au téléphone et doit pouvoir redonner l'intégralité du contenu pour tout remporter.
- L'invité mystère (17 h 40, depuis septembre 2014 à septembre 2023) : une personnalité (chanteur, acteur, écrivain, etc.) est en coulisses avec la voix masquée. Les sociétaires doivent découvrir son identité grâce à des questions qu'ils peuvent lui poser et grâce à des indices sonores et musicaux.
- Mais qu'est-ce que vous nous chantez là ? (16 h 20, de septembre 2019 à juin 2020) : un auditeur au téléphone chante une chanson, peu connue, le plus souvent drôle ou avec un interprète inattendu, et dont les Grosses Têtes doivent retrouver l'interprète. Si les Grosses Têtes ne retrouvent pas l'interprète avant la fin de la chanson, l'auditeur gagne un cadeau.
- Six Grosses Têtes, cinq fake news (15 h 50 et 17 h 20, depuis janvier 2020) : l'auditeur doit identifier laquelle des six informations, en principe grivoises ou inattendues, livrées par chacune des Grosses Têtes est vraie.
- Qui est qui, qui fait quoi ? (17 h 30, puis 16 h 50 ; depuis mars 2020) : le présentateur demande aux sociétaires quelle est la profession d'une personne dont le nom fait l'actualité. Le jeu continue jusqu'à ce qu'il n'y ait qu'une personne n'ayant pas répondu de façon incorrecte. L'auditeur doit parier sur la victoire d'un sociétaire, il gagne un cadeau si celle-ci se réalise. À la rentrée 2022, les règles du jeu changent : c'est à l'auditeur de répondre aux questions de Laurent Ruquier sur les noms qui font l'actualité. Il doit enchaîner sept bonnes réponses. Si l'auditeur ne connaît pas la réponse, il peut demander à une Grosse Tête de l'aider; chaque Grosse Tête ne peut aider l'auditeur qu'une seule fois.
- Le livre du jour (16 h 25, puis (16 h 40; depuis 2021) : Chaque jour, Laurent Ruquier fait la promotion d'un livre sorti récemment, de tous les genres littéraires, de tous types d'auteurs. L'animateur pose d'abord une question sur le livre en question aux Grosses Têtes avant une interview téléphonique avec l'auteur ou l'autrice.
- Quelle Grosse Tête aura la meilleure histoire ?, (17 h 20 ; depuis septembre 2022) : Les jours où l'émission n'est pas enregistrée le jour-même, la rubrique du concours d'histoires drôles remplace celle des fake news. Chaque Grosse Tête raconte une histoire drôle et un auditeur doit parier sur celle qui fera rire le plus de monde. Si celui-ci parie sur la bonne Grosse Tête, il remporte un cadeau; sinon il peut, pour se rattraper, raconter sa propre histoire drôle.
- Les Grosses Têtes répondent aux auditeurs, (15 h 50 ; depuis septembre 2022) : Les auditeurs des Grosses Têtes peuvent s'adresser aux Grosses Têtes via le site Internet de RTL ou les réseaux sociaux, que ce soit pour les féliciter, leur adresser des critiques ou faire des suggestions pour l'émission. Laurent Ruquier choisit alors les meilleures interventions et discute à l'antenne avec les auditeurs concernés.
- Le Jeu du Ding-Ding : Tour à tour Laurent Ruquier donne le titre d'un article de presse du jour aux Grosses Têtes en remplaçant le dernier mot par une clochette qu'il agite. Le sociétaire concerné doit donner le mot manquant pour rester en jeu, sinon il est éliminé.
- Mais qui sont les Grosses Têtes ? (17 h) : Laurent Ruquier donne à chacun des six sociétaires présents le nom d'une personne qui fait l'actualité du moment. Les Grosses Têtes doivent faire dès lors deviner le nom qui leur a été attribué à un auditeur au téléphone. Si l'auditeur trouve au moins cinq noms sur les six, il gagne un cadeau.
- Le 4 voix sur 4 (17 h) : Jeu en alternance avec le Mais qui sont les Grosses Têtes ?. Laurent Ruquier passe une compilation de voix de quatre personnalités disant chacune un morceau de la phrase "Vous êtes sur RTL. Et de 15h30 à 18h, vous écoutez les Grosses Têtes". Les auditeurs au téléphone doivent alors deviner l'identité de quatre personnalités. La personne qui parvient à retrouver les quatre noms remporte une cagnotte qui grandit au fil des semaines.

### Partenariat
L'émission est en partenariat pendant quelques années avec le magazine Télé 7 jours, puis avec Télé Star (1993-1997).

## Historique

### Première époque: 1977-2000
Les Grosses Têtes est une émission humoristique et culturelle diffusée sur RTL, créée par Roger Krecher et Jean Farran, directeur des programmes de RTL en 1977.
L'émission naît le 1er avril 1977 d'un tête-à-tête entre Philippe Bouvard et Jacques Martin. Le premier admire alors l'érudition du second ainsi que ses talents d'historien, et le sait capable de relever le défi d'une émission culturelle. À l'époque, il avait été dit à Bouvard « Comme vous allez faire votre essai le 1er avril, si ça ne marche pas, on arrêtera le 2 et on dira que c'était un canular ». Ces débuts épiques sont souvent racontés par les deux compères et entre autres par Philippe Bouvard pendant des décennies, lors des anniversaires de cette émission qui s'est inscrite dans la durée. Le nom de l'émission a été proposé par Claude Charles. À la rentrée en septembre 1977, le dispositif change : l'émission se déplace dans le Grand Studio et l'enregistrement a lieu en public. Le premier enregistrement dans le Grand Studio regroupait Roger-Pierre, Jean Dutourd, Philippe Clay et Micheline Boudet.
Par la suite, Jean Dutourd complète l'équipe en répondant à l'appel de son ami Philippe Bouvard, malgré le désaccord de l'Académie française. L'auteur d’Au bon beurre use de son érudition, quand Jean Lefebvre ne trouve, quant à lui, que très peu de réponses. Aux questions suggestives, il répond par : « Est-ce que c'est sexuel ? ». Les deux autres « pères fondateurs » sont les comédiens Roger Pierre et Jacques Balutin, présents dès le début. Fin 1977 arrive Jean Yanne qui devient un pilier de l'émission, ainsi que l'imitateur Thierry Le Luron, sociétaire jusqu'à son décès. La comédienne Sophie Desmarets est la première femme à participer à l'émission.
Au fil du temps, l'expert de service, en général contacté par téléphone, est Jean Dutourd, invité depuis toujours à l'émission. En 2008 il met un terme à sa participation à l'émission.
L'émission se construit dans les années 1980 autour d'un groupe de sociétaires récurrents, parmi lesquels on note en plus des invités originels Olivier de Kersauson, Gérard Jugnot, Patrick Sébastien, Sim, Darie Boutboul, Carlos, Roger Carel, Jacques Chazot, Philippe Castelli, Alice Sapritch, Daniel Ceccaldi, André Gaillard et Léon Zitrone, puis Claude Sarraute, Jackie Sardou, Charles Level (qui, avec sa guitare, improvise des chansons avec ou sans Jacques Martin), Josephine Chaplin, Christine Fabréga, Jean-Jacques, Gérard Klein, Jacques Veissid ou Macha Méril. Des improvisations et digressions loufoques du trio Yanne-Martin-Kersauson peuvent durer une émission entière. L'émission possède d'autres thèmes récurrents, tels que les moqueries à l'égard d'Alice Sapritch, d'Isabelle Mergault, de Léon Zitrone et de Philippe Castelli (surnommé « le débris ») ou encore les histoires salaces de ce même Castelli, racontées sur un ton monocorde avant qu'il ne soit interrompu par ses camarades taquins.
En juillet 1980, l'émission réunit quatre membres de l'Académie française : Jean Dutourd, Edgar Faure, Jean d'Ormesson et Maurice Rheims, elle est diffusée au mois d'août de la même année.
À la fin des années 1980 s'ajoutent d'autres sociétaires marquants comme Jean-Pierre Coffe, célèbre pour ses coups de gueule culinaires, Isabelle Mergault, Évelyne Leclercq, Marie-Pierre Casey rejoints dans les années 1990 par Francis Perrin, Guy Montagné, Thierry Roland, Vincent Perrot, Stéphane Bern, Laurent Baffie, Pierre Bellemare, Vincent Lagaf' ou encore Amanda Lear. Robert Sabatier sert de caution culturelle en l'absence de Jean Dutourd. À la fin de cette décennie apparaissent notamment Isabelle Alonso, Olivier Lejeune, Jacques Mailhot et Christian Morin.
À la rentrée 1998, répondant aux sollicitations de Philippe Labro, Jean Yanne fait son retour dans l'émission à laquelle il n'a pas participé depuis 1990. Devenu un sociétaire régulier, il excelle dans l'improvisation comique.
En 1999 l'émission diminue la part des questions au profit des commentaires humoristiques de l'actualité.
À la fin de cette époque, les participants réguliers sont Jean Yanne, Isabelle Mergault, Olivier de Kersauson, Carlos, Jean-Jacques Peroni, Jacques Mailhot, Jean-Pierre Coffe, Thierry Roland, Stéphane Bern, Amanda Lear, Jean-Claude Brialy, Patrick Sébastien, Darie Boutboul, Jacques Balutin, Pierre Bellemare, Macha Méril, Guy Montagné, Vincent Perrot, Michel Galabru, Pierre Bénichou et Marianne James.

### L'épisode Dechavanne (à la fin de l'année 2000)
En 2000, le nouveau patron de RTL, Stéphane Duhamel, décide de rajeunir l'antenne. Philippe Bouvard, animateur tutélaire, est remercié. Il est alors remplacé par Christophe Dechavanne. La dernière édition Bouvard a lieu le 30 juin 2000, regroupant douze sociétaires pour l'occasion.
L'arrivée de Dechavanne s'accompagne d'autres changements : l'émission est rallongée (de 16 h à 18 h), le générique est modifié, et surtout l'équipe de sociétaires est complètement revue : Michel Boujenah, Élie Semoun, Michel Field, Bruno Solo, Martin Lamotte, André Santini, Dominique Farrugia, Patrick Bosso sont les nouvelles Grosses Têtes ; Michel Galabru, Isabelle Mergault et Olivier de Kersauson (plus souvent appelé « l'Amiral ») restent dans l'émission.
En trois mois, l'audience des Grosses Têtes version Dechavanne baissant d'au moins 600 000 auditeurs, la direction de la station décide d'arrêter définitivement l'émission dont la dernière a lieu le 29 décembre. Un des ex-complices de Philippe Bouvard commente à l'époque : « Avec Bouvard, on mélangeait blagues de cabinet et citations de Marcel Proust. Le problème de Dechavanne, c'est que non seulement ses invités séchaient sur les questions, mais que lui aussi ignorait les réponses. Quant à Duhamel, il lui aurait suffi de prendre le taxi deux fois dans Paris pour connaître la réaction de l'auditeur-type ». L'échec de Dechavanne profite à la concurrence, notamment à l'émission de Laurent Ruquier On va s'gêner sur Europe 1 (où Philippe Bouvard fait un passage éclair). Finalement, après un mois de rétrospective des meilleurs moments parmi 10 000 séquences de l'émission, Philippe Bouvard fait son retour à l'antenne dès le 26 février 2001.
L'émission avec Dechavanne n'a jamais été programmée en Belgique : la station belge Bel RTL rediffuse d'anciennes émissions pendant cette période. Philippe Bouvard ne l'a jamais oublié, et a entretenu depuis lors des rapports privilégiés avec ses auditeurs belges.

### Deuxième époque: 2001-2014

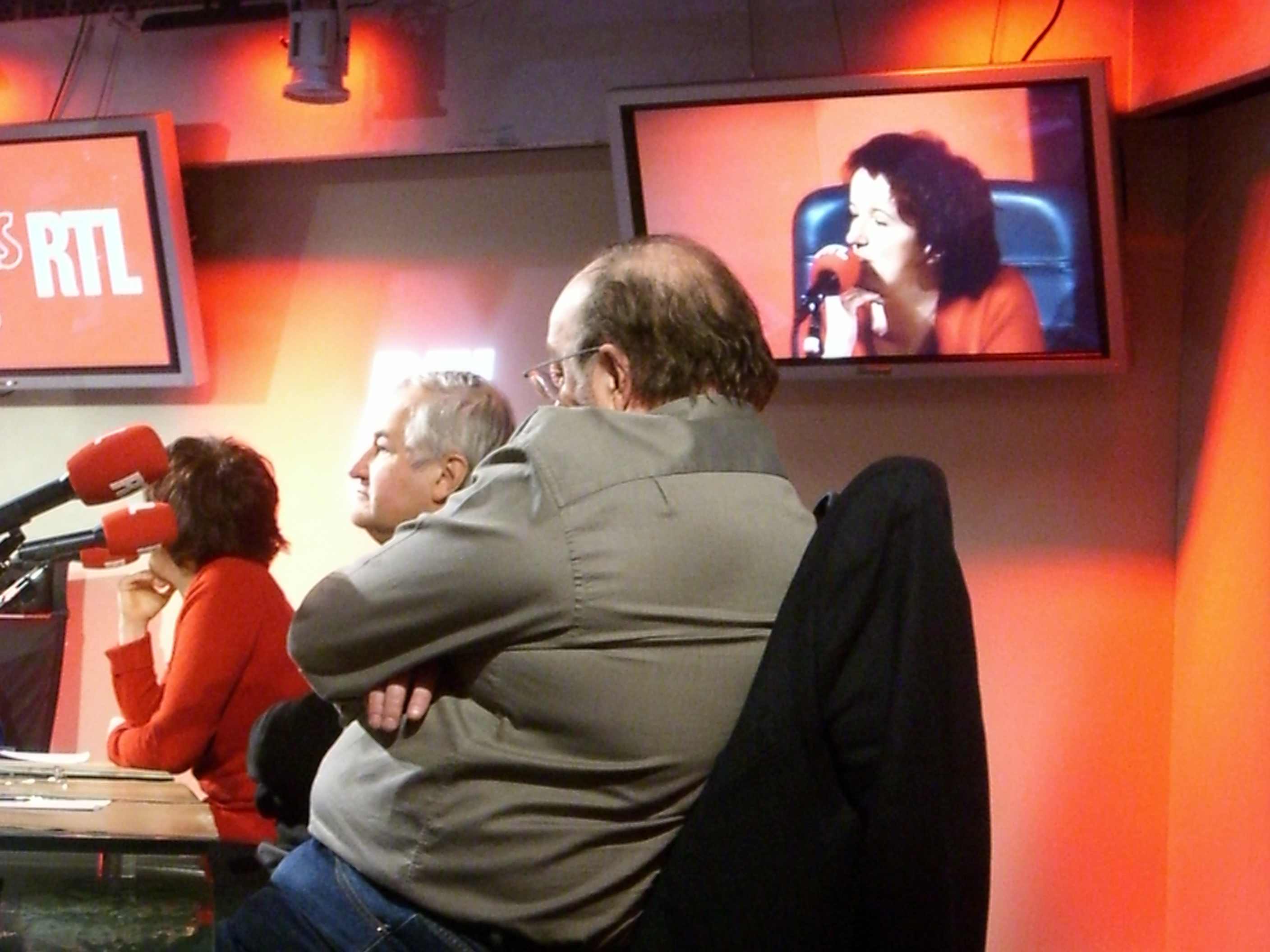
Anne Roumanoff, Jacques Mailhot et Bernard Mabille.

Après la parenthèse Dechavanne, l'émission de Philippe Bouvard se transforme sensiblement dans les années 2000. La part des questions des auditeurs diminue au profit de la promotion d'un invité d'honneur et de la discussion autour de l'actualité. L'équipe habituelle évolue également, par la présence des chansonniers Bernard Mabille, Jean Amadou et Jacques Mailhot, du comédien Éric Laugérias,du journaliste et animateur radio Ariel Wizman, et d'anciens membres du Petit Théâtre de Bouvard tels que Jean-Jacques Peroni et Philippe Chevallier. La chanteuse Lio, un temps pressentie, refusa finalement de faire partie de la nouvelle équipe de sociétaires. Ceux-ci côtoient des intervenants anciens tels que Carlos, Jean-Pierre Coffe, Thierry Roland, Pierre Bellemare, Macha Méril, Jean-Claude Brialy, Jacques Balutin ou Amanda Lear. En revanche, Jean Yanne, qui a rejoint Europe 1 avec Philippe Bouvard au début de la saison 2000-2001, demeure sur cette station. Son ami Pierre Bénichou prend le même chemin. D'autres se font plus rares comme Olivier de Kersauson, qui finalement rejoint à l'été 2009 l'émission concurrente On va s'gêner sur Europe 1, ou Sim qui a pris sa retraite de comédien. D'autres personnalités, anciens sociétaires ou non, sont des invités d'honneur réguliers chaque saison.
Cette décennie est marquée par les disparitions de grands noms de l'émission : Daniel Ceccaldi et Jean Yanne en 2003, Philippe Castelli en 2006, Jacques Martin et Jean-Claude Brialy en 2007, Carlos en 2008, Sim en 2009, Roger Pierre en 2010, Jean Dutourd et Jean Amadou en 2011, Thierry Roland, Sophie Desmarets et Robert Sabatier en 2012.
Le 22 novembre 2004, Les Grosses Têtes célèbrent leur dix-millième émission lors d'un enregistrement spécial depuis l'Opéra-Comique.
À la rentrée 2006, l'émission gagne une demi-heure et commence à 16 h, au lieu de 16 h 30.
En 2007, pour les 30 ans de l'émission, une semaine exceptionnelle est organisée : l'émission réunit des sociétaires actuels et ses invités d'honneur. Le couronnement a lieu le 5 avril 2007 où sont fêtés les 30 ans de l'émission en direct de la Tour Eiffel sur RTL de 21 h à 23 h. Deux cents invités sont réunis.
Du 6 au 10 juillet 2009, le plateau des Grosses Têtes quitte le grand studio de la rue Bayard pour s'installer à Cannes, au bord de la piscine de la villa de Philippe Bouvard. Ce dernier est accompagné de Bernard Mabille, Jacques Mailhot, Vincent Perrot, Éric Laugérias, Jacques Balutin, Amanda Lear, Laurent Gerra et Sim. Durant ces cinq journées, passent Mylène Demongeot, Georges Lautner, Bernard Brochand, Dominique Desseigne et Noëlle Perna. En plus du déménagement vers la Côte d'Azur, ces émissions exceptionnelles sont réalisées en direct pour la première fois.
À partir de 2011 l'émission se recentre sur Bernard Mabille, Jean-Jacques Peroni, Philippe Chevallier, Jacques Balutin et Jacques Mailhot.
Le 1er avril 2011, l'année des trente-cinq ans de l'émission, l'invité d'honneur est Frédéric Mitterrand, ministre de la Culture, lui-même ancien sociétaire. La même année, RTL annonce la reconduction de l'émission jusqu'en 2013.
Le 30 mars 2012, les Grosses Têtes fêtent le trente-cinquième anniversaire lors d'une émission spéciale, et reçoivent pour l'occasion les félicitations du président de la république Nicolas Sarkozy.
Le 1er avril 2013, Alain Delon est pour la première fois invité à l'occasion du trente-sixième anniversaire des Grosses Têtes.

### Fin de l'époque Philippe Bouvard (2014)
Pendant la saison 2013-2014, l'émission perd Pierre Bellemare, l'un des sociétaires historiques qui rejoint la station Europe 1 et accueille ou réaccueille Laurent Baffie, Jacques Pradel, Mylène Demongeot et Philippe Candeloro.
En mars 2014, la direction de RTL annonce le départ de Philippe Bouvard fin juin 2014. Il est remplacé en septembre par Laurent Ruquier. Bien que restant sur l'antenne de RTL le week-end dans une nouvelle émission, Philippe Bouvard n'a jamais caché son dégoût et sa tristesse d'avoir été remercié de la présentation de cette émission.
Dans son livre Radiographie, Laurent Ruquier annonce que trois collaborateurs d’On va s'gêner sur Europe 1, François Renucci, réalisateur, Anthony Bloch, programmateur, et Arnaud Crampon, auteur, l'accompagnent pour Les Grosses Têtes. Ils remplacent les personnes qui entouraient Philippe Bouvard. Certains le suivront sur sa nouvelle émission Allô Bouvard, d'autres quittent RTL après de nombreuses années.
Le 26 juin 2014, le journaliste Pierre Antilogus est le dernier invité d'honneur de Philippe Bouvard. Le lendemain, celui-ci anime sa dernière émission des Grosses Têtes, entouré de tous ses sociétaires : Jean-Jacques Peroni, Bernard Mabille, Philippe Chevallier, Vincent Perrot, Jacques Mailhot, Jacques Balutin, Philippe Candeloro, Mylène Demongeot, Jacques Pradel, Chantal Ladesou, Laurent Baffie et Princess Erika.

### Époque Laurent Ruquier

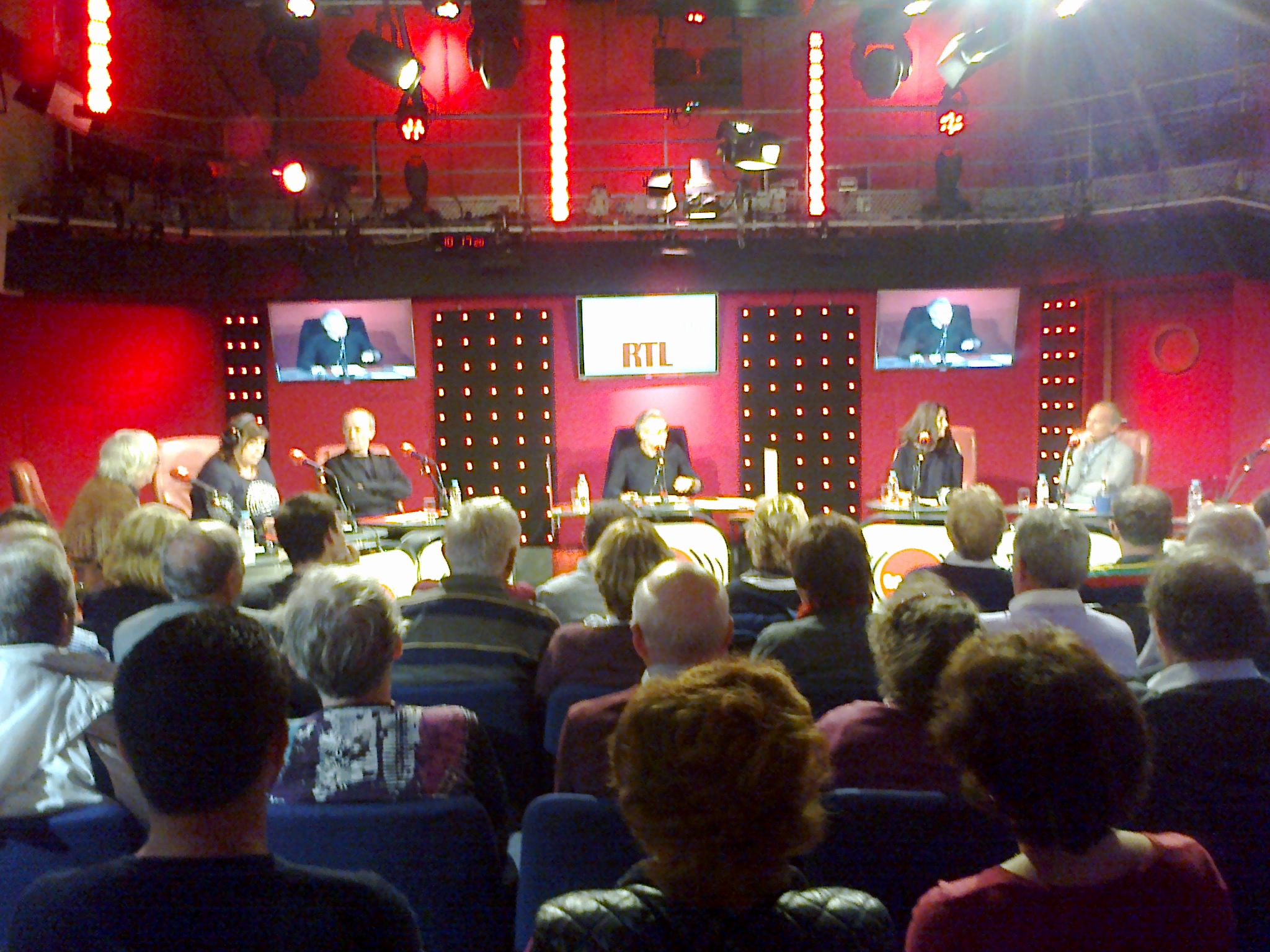
Laurent Ruquier et ses invités.

Depuis le lundi 25 août 2014, Laurent Ruquier est aux commandes de la présentation des Grosses Têtes.
L'animateur venu d'Europe 1 indique dans Radiographie le nom de ses futurs complices qui sont en majorité ceux de la « Bande à Ruquier » issue d'On va s'gêner, dont certains sont d'anciens transfuges des Grosses Têtes (Pierre Bénichou, Jean-Pierre Coffe, Isabelle Mergault), et quelques anciens de Philippe Bouvard (Jean-Jacques Peroni, Bernard Mabille, Chantal Ladesou, Laurent Baffie). L'émission se retrouve en concurrence avec celle animée à la même heure par Cyril Hanouna sur Europe 1.
Pour Laurent Ruquier, l'enjeu est de récupérer une émission en perte de vitesse alors que sa quotidienne sur Europe 1, On va s'gêner, ne cessait de voir ses audiences grimper (moins 6 % pour Les Grosses Têtes sur un an en 2013 contre une hausse de 13 % pour sa concurrente sur la même période). Cette migration correspond à « un rêve d'adolescent » de Laurent Ruquier qui se trouve confronté à la fois aux anciens auditeurs fidèles de Philippe Bouvard et aux anciens auditeurs fidèles d'On va s'gêner.
Pour concilier l'ensemble des auditeurs, Laurent Ruquier invite à dose équitable lors de sa première semaine à l'antenne à la fois les anciens sociétaires des Grosses Têtes et ses compagnons d'Europe 1. Il ouvre les portes du Grand Studio à de nouvelles personnalités telles que la romancière Amanda Sthers, la chercheuse et essayiste Marcela Iacub, l'animateur Thierry Ardisson et le journaliste et écrivain Franz-Olivier Giesbert. Le format de l'émission est un mélange des deux concepts concurrents : aux seules questions d'actualité que posait Laurent Ruquier sur Europe 1 subsistent dans cette nouvelle mouture celles de culture générale consubstantielles aux Grosses Têtes. Les chroniqueurs conservent un temps défini pour y répondre et tenter de battre un auditeur qui n'est plus qu'associé à une question sans participer à sa rédaction. Les citations qui ponctuent le début et la fin de l'émission sont conservées, tandis que l'invité d'honneur (l'invité mystère) n'intervient désormais que dans la dernière demi-heure, après que les chroniqueurs ont découvert son identité, comme c'était déjà le cas dans On va s'gêner. Cette formule marque enfin le retour de la célèbre « valise RTL » dans laquelle s'accumulent non seulement la traditionnelle somme d'argent mais aussi des places de spectacles, des livres et toutes sortes de cadeaux.
À terme, l'équipe de Laurent Ruquier s'élargit : elle comprend la quasi-totalité de ses anciens camarades présents sur Europe 1 : Christophe Beaugrand, Steevy Boulay, Christine Bravo, Mustapha El Atrassi, Danièle Évenou, Yann Moix, Christine Ockrent, Paul Wermus, etc.) et d'anciens compères de Philippe Bouvard qui finissent par réintégrer l'émission : Jacques Balutin, Fabrice, Gérard Jugnot, Anne Roumanoff. Le programme accueille des contributeurs inédits, qu'il s'agisse de jeunes humoristes (Arnaud Ducret, Bérengère Krief, Baptiste Lecaplain) ou des professionnels de l'audiovisuel (Cristina Córdula, Michel Drucker, Karine Le Marchand, Norbert Tarayre) et du monde du spectacle (Gérard Louvin, Jean-Luc Moreau). L'arrivée la plus symbolique intervient en janvier 2015, avec le retour aux Grosses Têtes de l'éphémère Christophe Dechavanne, animateur de l'émission en 2000. Il avait déjà collaboré avec Laurent Ruquier lors de la dernière saison de celui-ci sur Europe 1 en 2013-2014 en intégrant deux fois par semaine la bande d'On va s'gêner. Igor et Grichka Bogdanoff rejoignent aussi l'émission, où ils sont le plus souvent invités séparément, Laurent Ruquier voulant casser quelque peu leur image de jumeaux inséparables.
Interrogé fin août 2014 par Le Parisien à propos de sa 49e rentrée sur RTL, Philippe Bouvard répond : « Pourquoi voulez-vous que je lui parle, je ne suis pas dans ses émissions. J'aurais pu lui faire un petit coucou, mais on aurait pris ce mot pour une référence à l'oiseau qui ne fait son nid que dans celui des autres… », ajoutant qu'il pourrait reprendre l'émission au cas où les audiences de Laurent Ruquier ne seraient pas au rendez-vous : « Je ne souhaite pas qu'il se plante, je ne souhaite pas reprendre l'émission, mais s'il y avait un coup de Trafalgar, je ne suis pas loin, on saura où me trouver ».
Les premières audiences publiées à la mi-novembre créditent Laurent Ruquier de résultats supérieurs à ceux de Philippe Bouvard avec une progression de 7 % sur un an, 78 000 auditeurs gagnés et 1 170 000 auditeurs en moyenne. Une réussite confirmée dès janvier 2015 et l'arrivée de 42 000 fidèles supplémentaires.
L'enregistrement de l'émission du 7 janvier 2015 a commencé peu de temps avant les attentats de Charlie Hebdo. Elle est déprogrammée l'après-midi même pour être finalement proposée sur les ondes le samedi 10 janvier. Le lendemain des attentats, l'émission se termine par la rediffusion d'une séquence où l'invité mystère était Cabu.
D'avril à juin 2015, l'émission est toujours en tête, avec 1,28 million d'auditeurs, soit 223 000 auditeurs de plus par rapport à la dernière vague de Philippe Bouvard, mais avec une légère baisse de 84 000 fidèles par rapport à la période de janvier à mars 2015.
La deuxième saison de l'émission (2015-2016) est marquée par l'arrivée de fortes personnalités médiatiques telles que la ministre Roselyne Bachelot, la comédienne Arielle Dombasle, les humoristes Élie Semoun et François Rollin, ou encore brièvement l'animateur Benjamin Castaldi, ainsi que par le court retour de la Grosse Tête historique Patrick Sébastien. L'équipe des Grosses Têtes est endeuillée par le décès de Jean-Pierre Coffe le 29 mars 2016, qui avait participé à l'émission pour la première fois en 1986. Il aura enregistré son ultime émission le 23 mars, soit moins d'une semaine avant sa disparition et après 39 participations aux côtés de Laurent Ruquier. Deux émissions hommages lui sont consacrées le 30 et le 31 mars. Cette dernière est intitulée « le Best-Coffe » et rassemble les plus belles envolées du critique gastronomique tout au long de ses trente ans de participation aux Grosses Têtes.
Après une première saison réussie, le début de la deuxième est contrasté : pour la période septembre-octobre, bien qu'arrivant en tête avec 1,21 million d'auditeurs en moyenne en gagnant 41 000 auditeurs sur un an, l'émission en égare 68 000 sur une vague. Pour la période novembre-décembre, avec 1,3 million d'auditeurs en moyenne, l'émission gagne encore des fidèles, 74 000 sur un an et 75 000 sur une vague. Mais pour le premier trimestre 2016, bien que toujours en tête, l'audience de l'émission est en baisse : 1,25 million d'auditeurs en moyenne avec 107 000 auditeurs de moins sur un an et 30 000 perdus sur une vague.
La saison 2016-2017 des Grosses Têtes commence avec une nouvelle recrue, Jean-Baptiste Shelmerdine, suivie de celle de l'humoriste Jeanfi Janssens qui rejoint l'émission en octobre. L'agent immobilier Stéphane Plaza, les humoristes Charlotte de Turckheim et Raphaël Mezrahi rejoignent à leur tour l'émission. Ensuite l'humoriste Pierre Palmade et l'acteur Francis Huster font leur entrée dans l'émission au mois de novembre. Au mois de novembre, l'animatrice Sophie Favier fait son retour aux Grosses Têtes pour une émission. À la fin du mois de décembre, Laurent Ruquier accueille la comédienne Valérie Mairesse qui avait également été sa chroniqueuse sur On a tout essayé. En janvier 2017, il renoue avec une vieille tradition qui date du temps de Philippe Bouvard : recevoir chaque année la Miss France élue quelques semaines plus tôt. Laurent Ruquier reçoit donc le 5 janvier pour une seule émission Miss France 2017, Alicia Aylies. Cette invitation traditionnelle est uniquement reconduite l'année suivante. Arrive ensuite dans l'équipe, l'animatrice Sophie Davant qui avait été invitée par Laurent Ruquier à intégrer l'équipe, alors qu'elle venait pour le jeu de l'invité mystère quelques semaines plus tôt. Le mois de février 2017 est marqué par le retour de l'humoriste Jean-Marie Bigard — autre Grosse Tête historique et ancien chroniqueur d'On va s'gêner — et par l'arrivée d'un nouvel humoriste, Albert Meslay. Le mois de mars est marqué par l'invitation de deux Grosses Têtes d'honneur le temps d'une émission : le mathématicien Cédric Villani et le chanteur Philippe Katerine. Au mois d'avril, trois nouvelles Grosses Têtes font leur entrée : le comédien Sébastien Castro, le lexicologue et écrivain Jean-Loup Chiflet et une autre Grosse Tête fait son retour après une absence de deux ans : l'humoriste Mustapha El Atrassi. La fin du mois d'avril est également marquée par le retour d'une nouvelle Grosse Tête historique : « l'Amiral » Olivier de Kersauson. Ce dernier ayant rejoint On va s'gêner pour la rentrée 2009.
La fin de la saison 2016-2017 se finit très bien : 1,4 million d'auditeurs en moyenne. L'émission est à son record historique d'audience et elle est leader sur la tranche horaire 16 h-18 h en termes d'audience.
Depuis 2016, Laurent Ruquier invite à quelques reprises, parmi les sociétaires, pour une émission unique, des acteurs venus faire la promotion d'un film qui sort en salles ou d'un spectacle. Ont déjà été invités Franck Dubosc pour Camping 3, Dany Boon pour Raid Dingue, Ary Abittan pour son nouveau spectacle, Nicolas Bedos et Doria Tillier pour le film Monsieur et Madame Adelman, Sylvie Testud pour le film Jour J, Dominique Besnehard pour la diffusion de la série Dix pour cent, Guillaume Canet et José Garcia pour la sortie du film Nous finirons ensemble.

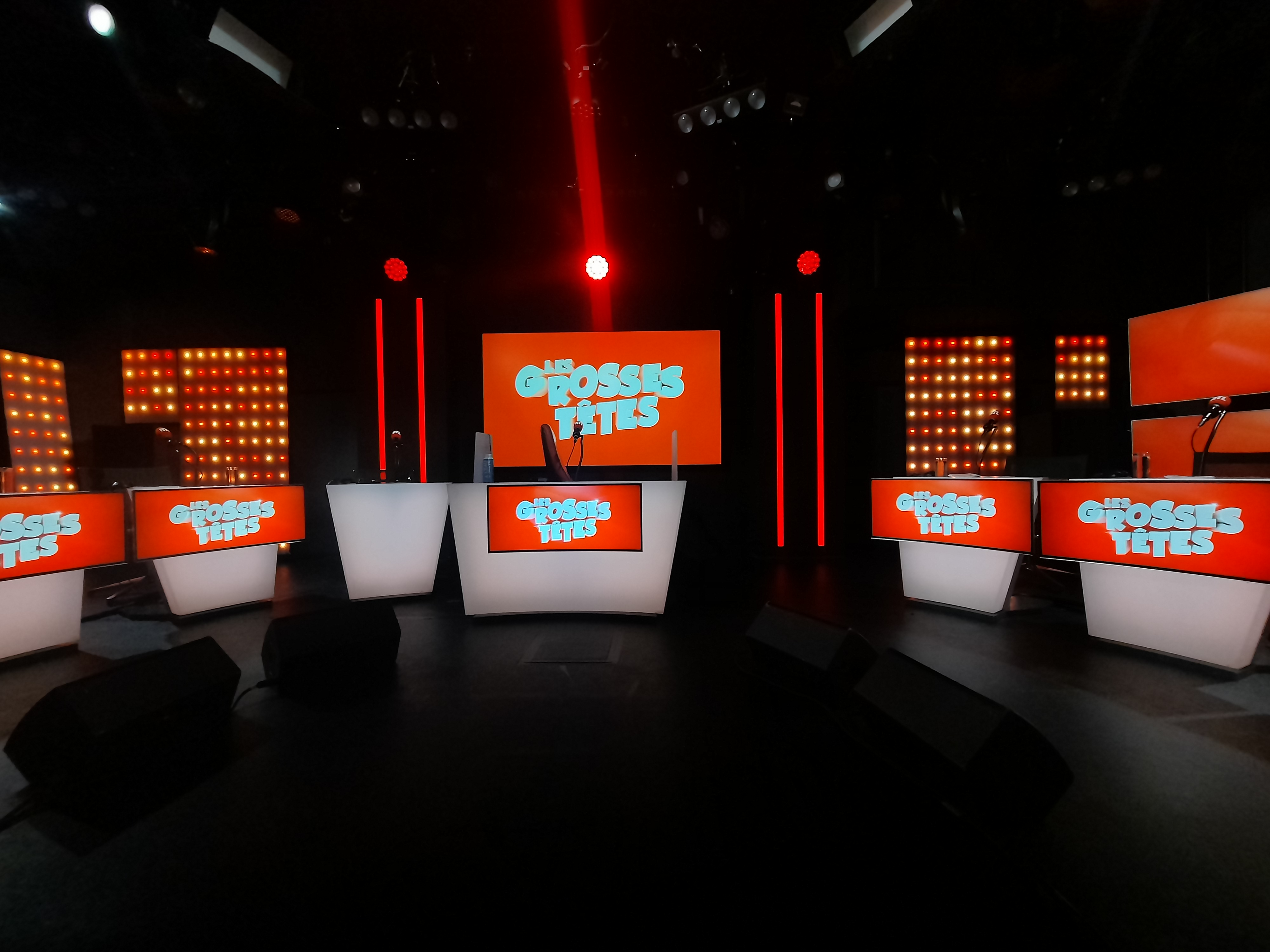
Le Grand Studio RTL, lors de l'enregistrement d'une émission, en octobre 2022.

Au cours de la saison 2017-2018, quelques personnalités sont invitées pour une seule émission : l'écrivain Michel Bussi, le comédien Lorant Deutsch, l'humoriste vu dans On n'demande qu'à en rire, Cyril Étesse ou encore le rappeur JoeyStarr. Une nouvelle Grosse Tête régulière fait aussi son entrée dans l'équipe : le critique rock et ancien juré de la Nouvelle Star, Philippe Manœuvre. L'animatrice Agathe Lecaron, l'ancien footballeur Vikash Dhorasoo, l'humoriste et acteur Gad Elmaleh et l'humoriste Arnaud Tsamère font aussi leur entrée dans l'émission. Le comédien Jean Benguigui et la comédienne Danièle Evenou font, quant à eux, leur retour aux Grosses Têtes après une ou plusieurs années d'absence et leur présence sur Europe 1, dans On va s'gêner.
La saison 2018-2019 est marquée par l’arrivée sur les ondes de Gaël Tchakaloff, écrivaine et essayiste, qui deviendra une sociétaire récurrente dès la rentrée. Le duo Pierre Palmade et Muriel Robin sociétaires rares, s’imposèrent dès le milieu de saison comme des sociétaires réguliers. En février, le journaliste sportif Yoann Riou rejoint l’équipe pour des interventions régulières tandis que Jean-Luc Lemoine effectua son grand retour dans la Bande à Ruquier le mois suivant.
Le début de saison 2019-2020 est marqué par l’arrivée de nombreux intellectuels Marc Lambron, Franck Ferrand, Erik Orsenna et Frédéric Beigbeder mais seuls les deux premiers seront reconduits dans l’émission. L’actrice Armelle et Estéban seront ensuite les deux autres seules nouvelles Grosses Têtes à s’imposer.
Lors de la septième saison (2020-2021), des jeunes sociétaires rejoignent l’équipe : Paul El Kharrat, Lola Dubini et Pablo Mira. Paul deviendra un pilier de l’émission connu pour son immense culture et son grand nombre de bonnes réponses aux questions posées par Laurent Ruquier. Lola Dubini ne participa qu’à quelques émissions, tandis que Pablo Mira n’interviendra plus au bout d’une saison. C’est également l’année d’arrivée de Valérie Trierweiler, ex première dame de France et ancienne journaliste de Paris Match, qui deviendra également une Grosse Tête récurrente. Le comédien de théâtre Michel Fau rejoindra également l’équipe de temps en temps à partir du mois de septembre 2020. Le mois de juin est utile à Laurent Ruquier pour tester de nouvelles recrues potentielles, il invita alors les humoristes Zize Dupanier et Sébastien Thoen, qui feront alors leurs preuves et seront régulièrement conviés tout au long des saisons suivantes.
Dès la rentrée suivante, Sébastien Thoen interviendra deux fois par semaine devenant le sociétaire le plus régulier de l’émission. De nombreuses nouvelles recrues médiatiques font leur arrivée fin 2021 : des Grosses Têtes qui deviendront plus régulières telles que Liane Foly, Joyce Jonathan, Max Boublil, François Berléand; et d'autres qui ne seront présentes que pour une ou deux émissions, comme Dominique Farrugia, Kev Adams et François-Xavier Demaison. Mais cette saison est surtout marquée par l’arrivée symbolique en septembre de Julie Leclerc, animatrice pendant presque cinquante années sur Europe 1, la radio concurrente. La cavalière Darie Boutboul fera quant à elle son retour de manière régulière dans l'émission en avril 2022, après avoir joué à l'Invitée mystère lors de l'émission spéciale « 45 ans ».
La rentrée 2022 est marquée par le retour de Roselyne Bachelot dès la première émission, après avoir quitté le ministère de la Culture. Quatre nouvelles Grosses Têtes régulières feront leur apparition : Rachel Khan, Olivier Bellamy, Ariel Wizman et Christophe Barbier. D’autres comiques rejoignent également l’émission au fil de la saison : Booder, Az, GuiHome ou encore Patrick Chanfray. L'ancienne Miss France, Miss Europe et animatrice de télévision Elodie Gossuin aura également été présente le temps d'une émission.
Le 9 avril 2023, dans une interview qu'il donne au Le Journal du dimanche, Laurent Ruquier annonce qu'il continuera aux Grosses Têtes jusqu'en 2027 minimum. Lors de la dixième saison des Grosses Têtes, la formule évolue : la rubrique de « l’invité mystère » disparaît et est remplacé par « l’invité du jour » à 17h40. L’identité de l’invité est désormais directement connu et l’imitateur Marc-Antoine Le Bret le rejoint chaque jour pour imiter des personnalités en lien avec l’invité. L’humoriste belge Alex Vizorek, longtemps concurrent de l’émission puisqu’il coanimait l’émission de France Inter « Par Jupiter » sur la même tranche horaire, crée l’événement en rejoignant l’émission dès le mois de septembre. D’autres personnalités sont testés en ce début de saison comme le cuisinier Juan Arbelaez, l’humoriste Roman Doduik ainsi que le romancier Philippe Claudel. Également, le critique d’art Hector Obalk et le champion du monde de football Adil Rami ont particulièrement fait sensation pour leur premiers pas aux Grosses Têtes. Bruno Solo ainsi que le rappeur et acteur Stomy Bugsy intègrent aussi l'émission en cours d'année.

## Sociétaires
Il existe une catégorie recensant les sociétaires des Grosses Têtes :

## Générique
Le générique de l'émission est un arrangement par Gaya Bécaud du morceau Gonna Fly Now, la bande originale du film Rocky composée par Bill Conti. Il existe de nombreuses versions parfois thématiques de ce générique qui, dans les années 1990, change à chaque saison. Puis la même mouture est utilisée pendant treize ans à partir de 1998. À la rentrée 2011, une nouvelle version est présentée. Treize ans plus tard, le générique est modernisé lors la rentrée 2024.

## Télévision
En 1985, l'émission passe pour la première fois à la télévision française sur Antenne 2, pour fêter l'émission La 2500e fois des Grosses Têtes.
En 1992, l'émission passe une deuxième fois à la télévision française pour fêter l'émission La 5000e fois des Grosses Têtes qui passe sur TF1.
De 1992 à 1997, l'émission est diffusée sur TF1 généralement le samedi soir ; toutefois, elle peut aussi l'être le lundi, mercredi ou vendredi soir. On y voit régulièrement Guy Montagné, Sim, Vincent Perrot, Philippe Castelli, Patrick Sébastien, Thierry Roland, Vincent Lagaf', Jean-Pierre Foucault, Julien Courbet, Amanda Lear, Évelyne Leclercq, Isabelle Mergault, Stéphane Bern, Francis Perrin, Jacques Pradel, Carlos et Pierre Bellemare. Souvent associés, Sim et Francis Perrin s'y distinguent. Le principe est le même que celui de l'émission de radio, agrémenté de nombreux sketches. Le programme réunit jusqu'à 11 200 000 téléspectateurs. Une autre émission sur TF1 intitulée les Grosses Têtes en fête est diffusée en décembre 1994, et janvier et décembre 1996.
En avril 2002, TF1 propose une émission consacrée au 25e anniversaire des Grosses têtes, présentée par Jean-Pierre Foucault, où celui-ci reçoit Philippe Bouvard, des animateurs de TF1 et les sociétaires habituels réunissant près de 8 millions de téléspectateurs et 38,7 % de parts d'audience. Une autre édition des Grosses Têtes ayant pour titre Histoires extraordinaires est également diffusée en juin 2002 sur TF1 avec les sociétaires de l'époque comme Anne Roumanoff ou Laurence Boccolini.
De 2004 à 2008 a lieu sur TF1 Le Grand Concours des Grosses Têtes où la plupart des sociétaires doivent briller face aux questions de Carole Rousseau. Les vainqueurs du Grand Concours sont Jean-Jacques Peroni (en 2004, 2005, 2006, 2008) et Carlos en 2007.
Depuis juin 2006, il est de nouveau possible de suivre Les Grosses Têtes à la télévision : Paris Première diffuse une capture hebdomadaire des enregistrements radio.
Le vendredi 27 juin 2014, l'émission Grosses Têtes : Nos 37 ans de bonheur sur France 2, consacre la dernière présentation de Philippe Bouvard, entouré de ses sociétaires habituels, des participants de toutes époques ainsi que des personnalités comme Jean d'Ormesson, Erik Orsenna ou Jean-Louis Debré. Les adieux de Philippe Bouvard sont un succès : France 2 arrive en tête avec plus de 4,5 millions de téléspectateurs et 20,8 % du public.
Le samedi 6 juin 2015, l'émission Grosses Têtes est de retour sur France 2, présentée pour la première fois par Laurent Ruquier. Celui-ci déclare que : « sur France 2, ça sera l'occasion, une fois par trimestre, de s'amuser en réunissant, peut-être, toutes les Grosses Têtes, en préparant un prime time où il y aura à la fois de l'improvisation, parce que c'est le principe et là peut-être, exceptionnellement, parce que ça serait de la télévision, des petites séquences préparées ». Mais c'est un échec pour France 2, qui arrive ce soir-là en 3e position des audiences avec moins de 3,2 millions de téléspectateurs et 16,2 % du public. La chaîne est battue par TF1 (qui diffusait la finale de la Ligue des Champions) et France 3.
Un deuxième numéro diffusé le samedi 7 novembre 2015, face aux NRJ Music Awards diffusés sur TF1, est un succès pour France 2 puisqu'il rassemble 3 513 000 téléspectateurs, soit un peu plus de 300 000 téléspectateurs supplémentaires par rapport au précédent numéro du mois de juin. La chaîne est en 2e position.
Un troisième numéro diffusé le samedi 9 janvier 2016 est de nouveau un échec pour France 2 : avec 3,322 millions de téléspectateurs, soit 15,2 % du public, la chaîne arrive troisième derrière TF1 (Génération Balavoine) et France 3 (avec un épisode de la série Le Sang de la Vigne avec Pierre Arditi).
Le 23 mai 2016, Vincent Meslet, en tant directeur des programmes de France 2, annonce la fin des Grosses Têtes en prime time, probablement à cause des scores décevants.
En janvier 2017, Laurent Ruquier annonce que son émission sera de retour en prime time sur France 2 au printemps 2017. Une première émission a été diffusée le 11 mars 2017. Sur le plan des audiences, l'émission se classe 3e avec 2 450 000 téléspectateurs et 11,7 % de part d'audience, battue par The Voice, la plus belle voix sur TF1 et Agathe Koltès sur France 3.
Le 19 décembre 2017, Laurent Ruquier, entouré de Michèle Bernier, Arielle Dombasle, Caroline Diament, Chantal Ladesou, Laurent Baffie, Jean-Marie Bigard, Florian Gazan, Jeanfi Janssens, Bernard Mabille et Philippe Manœuvre, revisite l'année 2017 sur France 2. Lors de l'émission, de nombreux invités se succèdent afin de rire aux côtés des sociétaires, parmi eux Julien Clerc, Muriel Robin et Élie Semoun. Le prime time diffusé face à Star Wars, épisode I : La Menace fantôme (TF1) et de la nouvelle série Crimes parfaits (France 3), réalise un bon score en réunissant 3,08 millions de téléspectateurs (13,7 % de PDA).
Le prime time des Grosses Têtes suivant, intitulé Les Grosses Têtes font du ski a été diffusé le samedi 24 février 2018 sur France 2. Laurent Ruquier était entouré de Michèle Bernier, Arielle Dombasle, Steevy Boulay, Caroline Diament, Chantal Ladesou, Laurent Baffie, Jean-Marie Bigard, Jeanfi Janssens, Bernard Mabille et Philippe Manœuvre. Lors de l'émission, de nombreux invités se sont succédé afin de rire aux côtés des sociétaires : la double championne olympique de ski Marielle Goitschel, le yodleur japonais Takeo Ishii, Anne Roumanoff, Gérard Holtz, Mathieu Madénian et Julien Courbet. Du côté des audiences, l'émission se classe 3e avec 2 425 000 téléspectateurs et 11,7 % de part d'audience, battue par The Voice, la plus belle voix sur TF1 et le feuilleton policier Le sang des îles d'or sur France 3.
Un nouveau prime time des Grosses Têtes, intitulé Les Grosses Têtes retournent à l'école, a été diffusé le samedi 22 septembre 2018 sur France 2. Laurent Ruquier orchestre, pour la première fois, un match de Grosses Têtes opposant les hommes et les femmes : du côté des femmes, il était entouré de Roselyne Bachelot, Michèle Bernier, Caroline Diament, Arielle Dombasle et Chantal Ladesou. Elles affronteront, du côté des hommes, Jean-Marie Bigard, Florian Gazan, Philippe Geluck, Jeanfi Janssens et Philippe Manœuvre. Lors de l'émission, de nombreux invités étaient présents aux côtés des sociétaires : la chanteuse Sheila, le chanteur Thomas Dutronc, la comédienne Marion Game, le comédien Bruno Salomone, ainsi que les deux juges-arbitres du jeu Des chiffres et des lettres, Arielle Boulin-Prat et Bertrand Renard.
Le dernier prime time des Grosses Têtes pour 2018, intitulé Les Grosses Têtes refont 2018, a été diffusé le mardi 18 décembre 2018 sur France 2. Laurent Ruquier orchestre, comme lors du prime time précédent, un match de Grosses Têtes opposant les hommes et les femmes : du côté des femmes, il était entouré de Roselyne Bachelot, Michèle Bernier, Caroline Diament, Arielle Dombasle et Chantal Ladesou. Elles ont affronté, du côté des hommes Bernard Mabille, Artus, Florian Gazan, Jeanfi Janssens et Philippe Manœuvre. Lors de l'émission, quatre invités se sont succédé une nouvelle fois aux côtés des sociétaires : le médecin et animateur de télévision Michel Cymes, Marie-Christine, la grande championne de Tout le monde veut prendre sa place, Franck Dubosc et Nolwenn Leroy étaient conviés. L'émission a attiré 2 696 000 téléspectateurs, soit 13,2 % de part de marché, se plaçant à la quatrième place.
Les Grosses Têtes reviennent en télé à la rentrée 2019, le 14 septembre 2019 précisément, pour un nouveau prime time intitulé Les Grosses Têtes jouent le jeu sur France 2. Cette émission s'organise autour des différentes formes de jeux : compétitions, jeux télévisés, jeux de société… Laurent Ruquier est entouré des sociétaires suivants : Roselyne Bachelot, Steevy Boulay, Caroline Diament, Arielle Dombasle, Fabrice, Florian Gazan, Jeanfi Janssens, Chantal Ladesou, Jean-Luc Lemoine et Valérie Mairesse qui, une fois de plus, s'affrontent dans le mode équipe masculine contre équipe féminine. Lors de l'émission, comme lors des autres prime times, des invités se succèdent aux côtés des sociétaires : le comédien Didier Bourdon, l'animatrice de télévision Marie-Ange Nardi, le chanteur Salvatore Adamo, l'acteur et humoriste Kev Adams et l'accordéoniste, choriste de l'émission N'oubliez pas les paroles Magali Ripoll sont conviés. L'émission arrive 4e des audiences et 3e du point de vue des parts de marché avec 1 705 000 téléspectateurs et 11,2 % de parts d'audience derrière Meurtres à Colmar sur France 3 et La chanson secrète sur TF1.
Le samedi 23 novembre 2019, un nouveau prime time est programmé sur France 2. Il consistera cette fois-ci en un match Paris contre Régions. Laurent Ruquier est entouré de deux équipes : l'équipe des « Régionaux » est constitué de Roselyne Bachelot, Chantal Ladesou, Valérie Mairesse, Philippe Geluck et Jeanfi Janssens, tandis que l'équipe des « Parisiens » est constituée de Michèle Bernier, Caroline Diament, Florian Gazan, Jean-Luc Lemoine et Philippe Manœuvre. Lors de l'émission, comme lors des autres prime times, des invités se succèdent aux côtés des sociétaires : le ventriloque Jeff Panacloc, l'actrice, réalisatrice et écrivaine Sylvie Testud, le chanteur et animateur de télévision Dave, la chanteuse Chantal Goya et le journaliste spécialiste des régions françaises Pierre Bonte sont conviés. L'émission arrive 3e des audiences et du point de vue des parts de marché avec 2 262 000 téléspectateurs et 12,6 % de parts d'audience derrière un épisode de Commissaire Magellan sur France 3 et la finale de la dixième saison de Danse avec les stars sur TF1.
Le samedi 14 décembre 2019, un nouveau prime time des Grosses Têtes refont l'année est programmé. Pour cette émission, le système femmes vs. hommes est repris. Laurent Ruquier est entouré, du côté des femmes, de Roselyne Bachelot, Michèle Bernier, Caroline Diament, Chantal Ladesou et Valérie Mairesse, tandis que l'équipe des hommes est constituée de Laurent Baffie, Antoine Duléry, Franck Ferrand, Jeanfi Janssens et Jean-Luc Lemoine. Lors de l'émission, comme lors des autres prime times, des invités se succèdent aux côtés des sociétaires : la chanteuse Catherine Lara, l'humoriste et acteur Stéphane de Groodt, l'humoriste et acteur Malik Bentalha et le chanteur Claudio Capéo sont conviés.
Le samedi 25 janvier 2020, une nouvelle édition du prime time des Grosses Têtes font du ski est programmée. Pour ce dernier, le système femmes vs. hommes est repris. Laurent Ruquier est entouré, du côté des femmes, de Roselyne Bachelot, Michèle Bernier, Caroline Diament, Chantal Ladesou et Valérie Mairesse, tandis que l'équipe des hommes est constituée de Steevy Boulay, Christophe Dechavanne, Florian Gazan, Jean-Luc Lemoine et Yoann Riou. Lors de l'émission, comme lors des autres prime times, des invités se succèdent aux côtés des sociétaires : l'humoriste, acteur et réalisateur Élie Semoun, l'acteur et réalisateur Lucien Jean-Baptiste, l'actrice Firmine Richard, l'actrice Josiane Balasko, le journaliste sportif Nelson Monfort, le patineur artistique Philippe Candeloro et le mentaliste Viktor Vincent sont conviés. L'émission arrive 3e des audiences et du point de vue des parts de marché avec 2 013 000 téléspectateurs et 10,6 % de parts d'audience derrière The Voice sur TF1 et la nouvelle fiction de France 3 de Maddy Etcheban avec Cristiana Reali.
Le samedi 29 février 2020, un nouveau prime time des Grosses Têtes, intitulé Les Grosses Têtes fêtent le Carnaval est programmée. Laurent Ruquier est entouré, du côté des femmes, de Roselyne Bachelot, Michèle Bernier, Caroline Diament, Chantal Ladesou et Valérie Mairesse, tandis que l'équipe des hommes est constituée d'Antoine Duléry, Franck Ferrand, Jeanfi Janssens, Jean-Luc Lemoine et Yoann Riou. Lors de l'émission, comme lors des autres prime times, des invités se succèdent aux côtés des sociétaires : le journaliste et animateur de télévision Stéphane Bern, l'acteur et humoriste Artus, La Compagnie Créole, l'actrice et humoriste Melha Bedia et la coach mode et animatrice de télévision Cristina Cordula sont conviés.
Le samedi 19 décembre 2020, un nouveau prime time des Grosses Têtes est programmé, il est intitulé Les Grosses Têtes : Plus on est de filles, plus on rit ! Laurent Ruquier est entouré, pour l'occasion exclusivement de femmes, Armelle, Melha Bedia, Michèle Bernier, Christine Bravo, Caroline Diament, Arielle Dombasle, Chantal Ladesou Valérie Mairesse, Christine Ockrent et Valérie Trierweiler. Lors de l'émission, les invités, tous des hommes, se succèdent aux côtés des sociétaires féminines pour représenter la gent masculine : le chanteur Amir, l'humoriste Florent Peyre, le journaliste et animateur TV Harry Roselmack, l'humoriste Pablo Mira et le chanteur et acteur Patrick Bruel. À l'issue de la soirée, Caroline Diament est élue Miss Grosses Têtes, Valérie Trierweiler est élue Première dauphine et Armelle est élue Deuxième dauphine.
Le samedi 13 février 2021, Les Grosses Têtes reviennent pour une spéciale Saint-Valentin. Laurent Ruquier est entouré de deux équipes de Grosses Têtes. La première est menée par Paul El Kharrat, accompagné de Caroline Diament, Michèle Bernier, Valérie Mairesse et Jeanfi Janssens. Elle est opposée à l'équipe de Franck Ferrand, qui est accompagné de Melha Bedia, Chantal Ladesou, Philippe Geluck et Bernard Mabille. De nombreux invités se succèdent au long de la soirée : les chanteuses Hélène Ségara et Chimène Badi, l'acteur et humoriste Booder, l'agent immobilier et animateur télévisé Stéphane Plaza et le ténor Roberto Alagna.
Le 12 juillet 2023, Laurent Ruquier annonce son départ de France 2, citant notamment la décision de la chaîne de ne pas reconduire les primes des Grosses Têtes à la rentrée.
| Date              | Présentateur     | Émission                                                 | Téléspectateurs | Part d'audience |
| ----------------- | ---------------- | -------------------------------------------------------- | --------------- | --------------- |
| 27 juin 2014      | Philippe Bouvard | Grosses Têtes : Nos 37 ans de bonheur                    | 4 354 000       | 20,8 %          |
| 6 juin 2015       | Laurent Ruquier  | Les Grosses Têtes                                        | 3 170 000       | 16,2 %          |
| 7 novembre 2015   | Laurent Ruquier  | Les Grosses Têtes                                        | 3 513 000       | 16 %            |
| 9 janvier 2016    | Laurent Ruquier  | Les Grosses Têtes                                        | 3 322 000       | 15,2 %          |
| 11 mars 2017      | Laurent Ruquier  | Les Grosses Têtes                                        | 2 450 000       | 11,7 %          |
| 19 décembre 2017  | Laurent Ruquier  | Les Grosses Têtes refont 2017                            | 3 080 000       | 13,7 %          |
| 24 février 2018   | Laurent Ruquier  | Les Grosses Têtes font du ski                            | 2 425 000       | 11,7 %          |
| 22 septembre 2018 | Laurent Ruquier  | Les Grosses Têtes retournent à l'école                   | 2 331 000       | 13,9 %          |
| 18 décembre 2018  | Laurent Ruquier  | Les Grosses Têtes refont 2018                            | 2 696 000       | 13,2 %          |
| 14 septembre 2019 | Laurent Ruquier  | Les Grosses Têtes jouent le jeu                          | 1 710 000       | 11,2 %          |
| 23 novembre 2019  | Laurent Ruquier  | Les Grosses Têtes : Paris contre Régions                 | 2 262 000       | 12,6 %          |
| 14 décembre 2019  | Laurent Ruquier  | Les Grosses Têtes refont l'année                         | 1 969 000       | 9,8 %           |
| 25 janvier 2020   | Laurent Ruquier  | Les Grosses Têtes font du ski                            | 2 013 000       | 10,6 %          |
| 29 février 2020   | Laurent Ruquier  | Les Grosses Têtes font leur carnaval                     | 1 973 000       | 10,7 %          |
| 4 avril 2020      | Laurent Ruquier  | Best-of des Grosses Têtes                                | 3 069 000       | 13,3 %          |
| 19 décembre 2020  | Laurent Ruquier  | Les Grosses Têtes : Plus on est de filles, plus on rit ! | 2 270 000       | 9,7 %           |
| 13 février 2021   | Laurent Ruquier  | Les Grosses Têtes fêtent la Saint-Valentin               | 2 281 000       | 10,4 %          |
| 2 octobre 2021    | Laurent Ruquier  | Les Grosses Têtes                                        | 1 629 000       | 9,0 %           |
| 11 décembre 2021  | Laurent Ruquier  | Les Grosses Têtes                                        | 1 692 000       | 8,6 %           |
| 22 janvier 2022   | Laurent Ruquier  | Les Grosses Têtes                                        | 1 958 000       | 10,9 %          |
| 21 mai 2022       | Laurent Ruquier  | Les Grosses Têtes                                        | 1 397 000       | 8,6 %           |
| 15 octobre 2022   | Laurent Ruquier  | Les Grosses Têtes                                        | 2 052 000       | 10,8 %          |
| 17 décembre 2022  | Laurent Ruquier  | Les Grosses Têtes                                        | 2 175 000       | 10,8 %          |
| 18 mars 2023      | Laurent Ruquier  | Les Grosses Têtes                                        | 1 856 000       | 10,8 %          |
| 30 mai 2023       | Laurent Ruquier  | Les Grosses Têtes                                        | 1 975 000       | 10,5 %          |

## Produits dérivés

### Almanachs
Depuis 2009, l'émission publie chaque année un almanach édité chez Michel Lafon. Ces volumes regroupent des questions de culture générale, des citations, des échanges entre sociétaires, des histoires drôles et des chroniques. Ils sont conçus en grande partie par l'équipe de production de l'émission (notamment Éric Laverdin, le réalisateur, et Sébastien Gouillard, l'un des assistants de Philippe Bouvard).

### Jeux de société
En 1983, les Jeux Nathan sortent un jeu de société. Le but du jeu est de gagner le plus de jetons en répondant aux questions du meneur de jeu.
Dans les années 1990, Mattel sort un jeu dont le but est de raconter des histoires et de trouver des réponses incroyables à des questions inimaginables.
En octobre 2015, un nouveau jeu édité par PlayBac reprend les catégories de l'émission : « C'est dans quoi ? », « Tu le sais ! », « Pourquoi ça », « Qui a dit ? », « Casse ta tête ! », « C Combien ? », « Le défi de Philippe Geluck ». Il peut se jouer à 3 joueurs à partir de 14 ans.
En octobre 2020 un nouveau jeu édité par Michel Lafon reprend les catégories de l’émission « Qui a »,« Fake news », « Citations », « Devinettes », « 40 défis Grosse Tête. »

## Justice
Le 27 mars 1996, Philippe Bouvard, Patrick Le Lay et Vincent Perrot sont condamnés à des amendes pour provocation à la haine raciale. Le Mouvement contre le racisme et pour l'amitié entre les peuples (MRAP) et la Ligue internationale contre le racisme et l'antisémitisme (LICRA) s'étant portés partie civile après une devinette sur la capacité de Superman et des musulmanes de voler.
L'émission constitue un alibi dans l'affaire Grégory. En effet, Christine Villemin écoute les Grosses Têtes lorsque son fils Grégory Villemin est enlevé le 16 octobre 1984 en fin d'après-midi. Accusée de l'enlèvement et du meurtre par la SRPJ de Nancy en 1985, elle doit d'ailleurs indiquer aux enquêteurs qui participe ce jour-là à l'émission[réf. nécessaire], bien avant l'époque des replays d'émissions de radio sur la Toile.